# Evropská silnice E017
Evropská silnice E017 je mezinárodní silniční trasa třídy B, která se nachází pouze v Rusku. Vede mezi městy Jelabuga a Ufa. Její celková délka je 323 km.

## Trasa

### RuskoRusko
Jelabuga – Ufa